# Hemityphis
Hemityphis är ett släkte av kräftdjur. Hemityphis ingår i familjen Platyscelidae.
Kladogram enligt Catalogue of Life:
| Hemityphis | \| \| Hemityphis crustulatus \| \| \| \| \| \| Hemityphis rapax \| \| \| \| |
|            | \| \| Hemityphis crustulatus \| \| \| \| \| \| Hemityphis rapax \| \| \| \| |
|            | Amphithyrus                                                                 |
|            |                                                                             |
|            | Paratyphis                                                                  |
|            |                                                                             |
|            | Platyscelus                                                                 |
|            |                                                                             |
|            | Tetrathyrus                                                                 |
|            |                                                                             |
|            | Hemityphis crustulatus                                                      |
|            |                                                                             |
|            | Hemityphis rapax                                                            |
|            |                                                                             |

|  | Hemityphis crustulatus |
|  |                        |
|  | Hemityphis rapax       |
|  |                        |